# 1. deild 1982 (Islanda)
La 1. deild 1982 fu la 71ª edizione della massima serie del campionato di calcio islandese disputata tra il 15 maggio e il 12 settembre 1982 e conclusa con la vittoria del Víkingur, al suo quarto titolo e secondo consecutivo.
Capocannonieri del torneo furono Heimir Karlsson (Víkingur) e Sigurlas þorleifsson (ÍBV) con 10 reti.

## Formula
Come nella stagione precedente le squadre partecipanti furono dieci e si incontrarono in un turno di andata e ritorno per un totale di diciotto partite.
Le ultime due classificate retrocedettero in 2. deild karla.
Le squadre qualificate alle coppe europee furono tre: i campioni alla Coppa dei Campioni 1983-1984, la seconda alla Coppa UEFA 1983-1984 e i vincitori della coppa nazionale alla Coppa delle Coppe 1983-1984.

## Squadre partecipanti
| Club       | Città          | Stadio | Posizione 1981     |
| ---------- | -------------- | ------ | ------------------ |
| Fram       | Reykjavík      |        | 2°                 |
| Keflavík   | Keflavík       |        | 2. deild           |
| Valur      | Reykjavík      |        | 5°                 |
| KR         | Reykjavík      |        | 8°                 |
| Breiðablik | Kópavogur      |        | 4°                 |
| KA         | Akureyri       |        | 7°                 |
| ÍA         | Akranes        |        | 3°                 |
| Víkingur   | Reykjavík      |        | Campione d'Islanda |
| ÍBV        | Vestmannaeyjar |        | 6°                 |
| ÍBÍ        | Ísafjörður     |        | 2. deild           |

## Classifica finale
|                    | Pos. | Squadra    | Pt | G  | V | N  | P | GF | GS | DR |
| ------------------ | ---- | ---------- | -- | -- | - | -- | - | -- | -- | -- |
| Islanda (bandiera) | 1.   | Víkingur   | 23 | 18 | 7 | 9  | 2 | 25 | 18 | +7 |
|                    | 2.   | ÍBV        | 22 | 18 | 9 | 4  | 5 | 23 | 16 | +7 |
|                    | 3.   | KR         | 21 | 18 | 5 | 11 | 2 | 15 | 12 | +3 |
|                    | 4.   | ÍA         | 18 | 18 | 6 | 6  | 6 | 22 | 20 | +2 |
|                    | 5.   | Valur      | 17 | 18 | 6 | 5  | 7 | 21 | 16 | +5 |
|                    | 6.   | ÍBÍ        | 17 | 18 | 6 | 5  | 7 | 27 | 30 | -3 |
|                    | 7.   | Breiðablik | 17 | 18 | 6 | 5  | 7 | 18 | 22 | -4 |
|                    | 8.   | Keflavík   | 16 | 18 | 5 | 6  | 7 | 14 | 19 | -5 |
|                    | 9.   | Fram       | 15 | 18 | 4 | 7  | 7 | 17 | 23 | -6 |
|                    | 10.  | KA         | 14 | 18 | 4 | 6  | 8 | 18 | 24 | -6 |

Legenda:
      Campione d'Islanda e ammesso alla Coppa dei Campioni
      Ammesso alla Coppa delle Coppe
      Ammesso alla Coppa UEFA
      Retrocesso in 2. deild karla
Note:
Due punti a vittoria, uno a pareggio, zero a sconfitta.

### Verdetti
- Víkingur Campione d'Islanda 1982 e qualificato alla Coppa dei Campioni
- ÍBV qualificato alla Coppa UEFA
- ÍA qualificato alla Coppa delle Coppe
- Fram e KA retrocesse in 2. deild karla.